# リース・ホッジ
リース・ホッジ（Reece Hodge、1994年8月26日 - ）は、トップ14アビロン・バイヨンヌに所属するラグビーユニオン選手。

## プロフィール
- オーストラリア・マンリー出身[1]。
- ポジションはセンター(CTB)。
- 身長 189cm、体重 90kg[2]
- U20オーストラリア代表に選ばれたことがある[3]。
- オーストラリア代表キャップは45（2021年4月現在）でラグビーワールドカップ2019のオーストラリア代表に選ばれた[4]。

## 略歴
シドニー・レイズを経て、2016年、レベルズに加入。